# Pánik (film, 2000)
A Pánik (eredeti cím: Panic) egy 2000-ben bemutatott amerikai bűnügyi filmdráma, írta és rendezte Henry Bromell. A produkció főszerepében William H. Macy, Neve Campbell, Tracey Ullman és John Ritter. A Pánik a Sundance Filmfesztiválon debütált 2000. január 22-én, majd december 1-jén limitált vetítéssel játszották. Magyarországon videókazettán lett elérhető 2001. július 5-től.
A produkciót egy Szaturnusz-díjra jelölték.

## Cselekmény
A 40 éves Alex depressziója miatt Dr. Josh Parkhoz kezd járni terápiára. Azt állítja, hogy apjával együtt bérgyilkosként embereket ölt. Visszatekintésekből kiderül, hogy apja kisfiúként mókusok lelövésére képezte ki, mígnem a kiképzés lezárásaként már idősebb fejjel megölte az első embert is. Valamivel később feleségül veszi Marthát, és van egy hatéves fia, Sammy. Családjának fogalma sincs kettős életéről. Amikor Alex apja, Michael tudomást szerez a terápiáról, megparancsolja fiának, hogy az állítólagos ügyfelei nevében ölje meg Dr. Parkot. Alex belső konfliktusa fokozódik, egyre jobban halogatja a megbízás határidejét, ami nagyon feldühíti apját.
A terápiás rendelő várótermében találkozik Sarah-val, egy nagyon közvetlen és nyitott fiatal nővel, aki lenyűgözi őt. Alex követni kezdi mind a doktort, mind a fiatal nőt éjszakánként az otthonukba. Egyik éjszaka megmenti Dr. Parkot egy rablástól. Az orvos csodálkozik a szerencsés egybeesésen, és arra gyanakszik, hogy ő lehet Alex következő áldozata. A rendőrséghez fordul, és Larson detektívet jelölik ki az ügyre.
Lassan Sarah is érezni kezd valamit Alex iránt, és beengedi magához a férfit, habár tisztában van vele, hogy csak szeretőnek akarja őt, de a feleségét nem fogja elhagyni. Mikor ezt el is mondja Alexnek, a férfi úgy érzi, hogy lebukott, és elhagyja a lány lakását. Alex még egyszer meglátogatja Sarah-t, de mikor őszintén elmondja, hogy nem akarja megcsalni a feleségét, Sarah megsértődik és felpofozza a férfit. Ezután megpróbálja magát megsebesíteni egy törött üveggel, de Alex megállítja. Két feltétellel hajlandó vele lefeküdni: nem szeretnek egymásba és kettejük között marad.
Sarah és Alex viszonyt kezdenek, Alex felesége, Martha azonban rájön a csalásra. Megtalálta Sarah telefonszámát a számlán, és beszélt vele telefonon. Mikor Alexet ezzel szembesíti, Alex dühös lesz, és mindent tagad. Vitájukat Sammy szakítja félbe, aki feldúlt a nagyapjával tett kirándulástól. Sammynek le kellett lőnie egy mókust. Alex rájön, hogy apja mit akar tenni a fiúval, ezért apja házához megy, és lelövi őt. Váratlanul azonban őt is lelövik, mégpedig Larson detektív, aki észrevétlenül követte.
Sammy terápiára kezd járni Dr. Parks rendelőjébe, ahol anyja, Martha véletlenül találkozik Sarah-val, de rövid beszélgetésük során nem ismeri őt fel.

## Szereplők
| Szerep         | Színész           | Magyar hangja |
| -------------- | ----------------- | ------------- |
| Alex           | William H. Macy   | Lux Ádám      |
| Dr. Josh Parks | John Ritter       | n.a           |
| Sarah Cassidy  | Neve Campbell     | n.a           |
| Michael        | Donald Sutherland | Helyey László |
| Martha         | Tracey Ullman     | Antal Olga    |
| Deidre         | Barbara Bain      | n.a           |
| Sammy          | David Dorfman     | n.a           |
| Dr. Leavitt    | Tina Lifford      | n.a           |
| Louie          | Bix Barnaba       | n.a           |
| Tracy          | Nicholle Tom      | n.a           |

## Fogadtatás
A Pánik nagyon jó kritikát kapott, a Rotten Tomatoeson 91%-os minősítést ért el 56 értékelés alapján, az összefoglalója azt írja: „Ez a furcsa kis film egy terápián lévő gengszterről friss és jól kidolgozott.” Kenneth Turan a Los Angeles Timestól azt írja: „Stílusos és magabiztos, de végül túlságosan betanult ahhoz, hogy elérje azt a fajta érzelmi súlyt, amit a hatásaitól vár.”  A MetaCriticen 77 pontot ért el a 100-ból 24 értékelés alapján.
A filmnek limitált vetítése volt 2000. december 1-től, az ebből befolyó összeg a Box Office Mojo szerint 779 ezer dollárra rúg, ami veszteséges a becsült egymilliós költségvetéssel szemben. A produkciót Szaturnusz-díjra jelölték legjobb DVD megjelenés kategóriában a 27. Szaturnusz-gálán.

## Fontosabb díjak és jelölések
| Esemény             | Díj            | Kategória              | Eredmény |
| ------------------- | -------------- | ---------------------- | -------- |
| 27. Szaturnusz-gála | Szaturnusz-díj | legjobb DVD megjelenés | Jelölve  |